# トーマス＝エミール・フォン・ヴィッケデ
トーマス＝エミール・フォン・ヴィッケデ（Thomas-Emil von Wickede、1893年4月23日 - 1944年6月23日）は、第二次世界大戦時のドイツ軍人。最終階級は歩兵大将、騎士鉄十字章受賞者。第10軍団を指揮した。
1944年6月23日、カール・エグルゼーア山岳兵大将、エデュアルト・ディートル上級大将らと共に搭乗していた飛行機が墜落して亡くなった。

## 受賞歴
- 騎士鉄十字章：1940年8月15日、第4歩兵連隊長、中佐[1]

## 参考

### 引用
1. ↑  Fellgiebel 2000, p. 361.